# Långmyrtjärnen (Råneå socken, Norrbotten)
Långmyrtjärnen är en sjö i Bodens kommun i Norrbotten och ingår i Råneälvens huvudavrinningsområde.